# Фролова, Анна Сергеевна
Анна Сергеевна Фролова (род. 7 августа 2005, Мытищи, Московская область) — российская фигуристка, выступающая в одиночном катании. Серебряный (2024) и бронзовый (2025) призёр Кубка России, бронзовый призёр юношеских Олимпийских игр (2020).

## Биография
Родилась 7 августа 2005 года в городе Мытищи.

## Карьера
Анна начала заниматься фигурным катанием в 2009 году. Началом профессионального спорта Фролова считает тренировки у Светланы Пановой — к ней девушка перешла в возрасте 11 лет.

### Сезон 2019/20
Фролова дебютировала на международном уровне среди юниоров в сентябре 2019 года на этапе юниорского Гран-при в Хорватии, заменив получившую травму Алёну Канышеву. Спортсменка заняла третье место место в общем зачёте после южнокорейской золотой медалистки Ли Хэ Ин и российской серебряной медалистки Дарьи Усачевой.
На своем втором этапе в Италии фигуристка завоевала серебряную медаль, опередив свою одногруппницу Ксению Синицыну. Фролова заработала 24 квалификационных очка к финалу юниорского Гран-при 2019-20, сравняв счет с Викторией Васильевой. Однако из-за более высокой суммы баллов Васильевой на этапах юниорского Гран-при Фролова была объявлена первой запасной.
Затем Фролова выступила на чемпионате России по фигурному катанию 2020 года. Она заняла седьмое место в короткой программе, а затем поднялась на пятое место в произвольной программе и оказалась шестой в общем зачёте. На турнире Фролову сопровождал тренер ЦСКА Сергей Давыдов. Благодаря своему результату она изначально стала первой запасной на зимних юношеских Олимпийских играх 2020 года, но попала в команду после того, как Виктория Васильева получила травму.

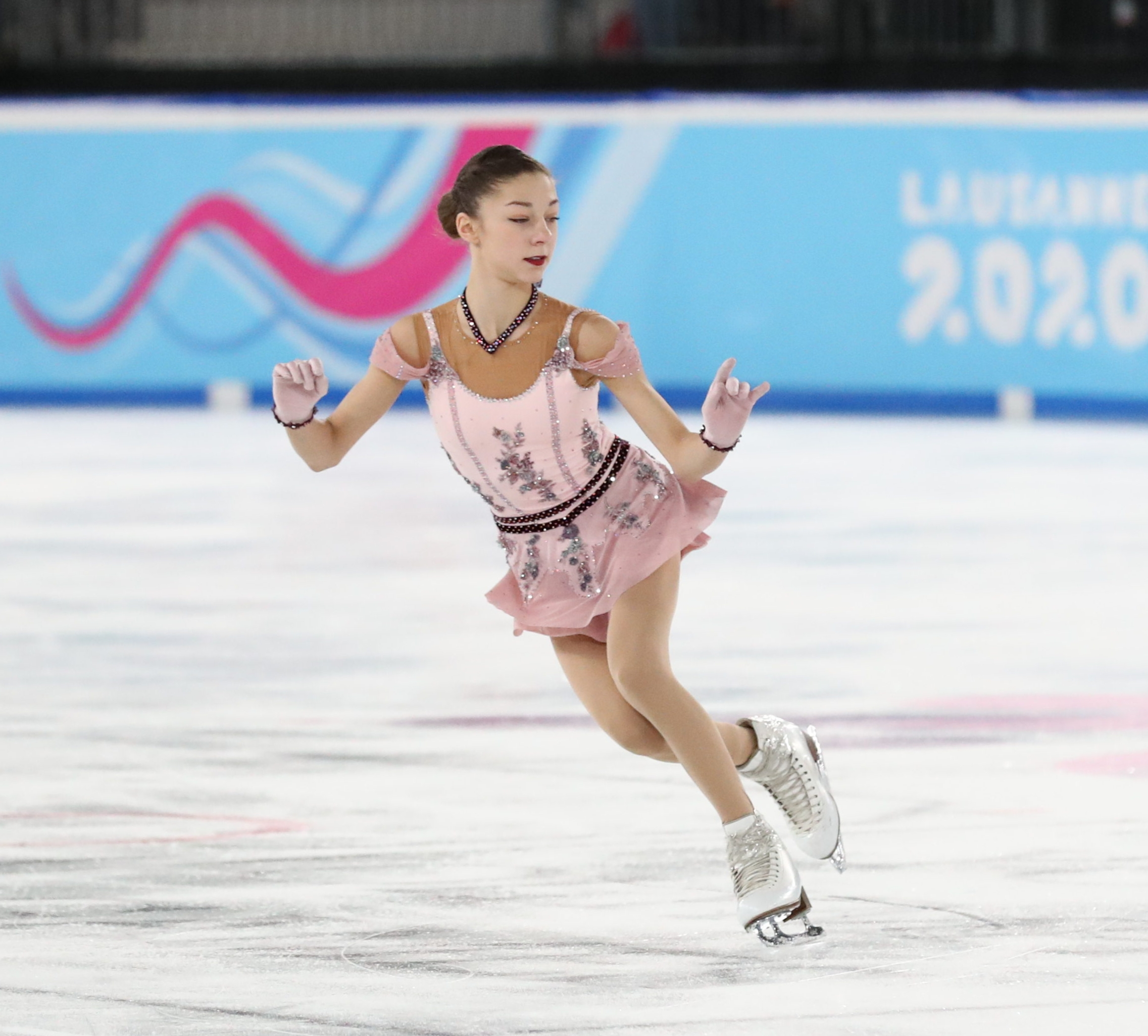
На юношеских Олимпийских играх (2020)

На зимних юношеских Олимпийских играх 2020 года Фролова заняла третье место в короткой программе, четвёртое в произвольной программе и завоевала бронзовую медаль в общем зачёте, уступив Ю Ён и Ксении Синицыной. Фролова также была включена в команду Team Future и заняла второе место в командном турнире, а в общем зачёте команда заняла седьмое место.

### Сезон 2020/21
Фролова завоевала серебро на первом этапе Кубка России в Сызрани и заняла четвёртое место на втором этапе в Москве
Спортсменка заняла одиннадцатое место на чемпионате России 2021 года в Челябинске и шестое место на Первенстве России среди юниоров в Красноярске. В финале Кубка России в Москве Фролова заняла пятое место.

### Сезон 2021/22
Фигуристка не принимала участие в соревнованиях, представив программы лишь на контрольных прокатах сборной России.

### Сезон 2022/23
Фролова приняла участие в двух этапах Гран-при России. На этапе в Самаре фигуристка заняла четвёртое место, а на этапе в Перми стала шестой.
Спортсменка заняла двенадцатое место на чемпионате России 2023 года и десятое место в финале Гран-при России.

### Сезон 2023/24
Продолжив карьеру в Санкт-Петербурге под руководством Евгения Рукавицына, Анна выступила на двух этапах Гран-при России. На этапе в Уфе фигуристка заняла второе место, уступив воспитаннице Этери Тутберидзе Аделии Петросян, на этапе в Красноярске Фролова заняла первое место.
Фигуристка заняла пятое место по итогам чемпионата России 2024 года и стала второй на чемпионате Санкт-Петербурга.
В феврале 2024 года, достойно откатав обе программы, стала серебряным призёром Спартакиады, в рамках которой проводился финал Гран-при (Кубка) России.

### Сезон 2024/25
Начала сезон с победы на Мемориале Н. А. Панина. Стала победительницей 1 этапа Кубка России в Магнитогорске и 3 этапа в Красноярске, набрав 226,33 и 218,91 балла соответственно. На чемпионате России 2025 заняла 6 место с результатом 221,81. На чемпионате России по прыжкам в личном состязании заняла третье место.

## Программы
| Сезон   | Короткая программа                                                                                                | Произвольная программа                                                                | Показательный номер    |
| ------- | --- | ------------------------------------------------------------------------------------- | ---------------------- |
| 2024/25 | - «T’es ou» Камиль Лелуш                                                                                          | - «Кошки» Эндрю Ллойд Уэббер                                                          |                        |
| 2023/24 | - «Там нет меня» Севара Назархан                                                                                  | - «Танго» Мгзавреби                                                                   | - «Шопен» Елена Ваенга |
| 2022/23 | - «Shahmaran» Севдализа                                                                                           | - «Танго» Мгзавреби - «Following a Bird „Out of the Room“ (Unconditioned)» Эцио Боссо |                        |
| 2021/22 | - «Shahmaran» Севдализа                                                                                           | - «Following a Bird „Out of the Room“ (Unconditioned)» Эцио Боссо                     |                        |
| 2020/21 | - «Mathilde and the Balloon Ride» (из фильма «Матильда») Марко Белтрами хореограф-постановщик Виктория Бондаренко | - «Following a Bird „Out of the Room“ (Unconditioned)» Эцио Боссо                     |                        |
| 2019/20 | - «Mathilde and the Balloon Ride» (из фильма «Матильда») Марко Белтрами хореограф-постановщик Виктория Бондаренко | - «Собор Парижской Богоматери» Риккардо Коччанте хореограф-постановщик Анна Новичкина |                        |
| 2018/19 | - «Синдром Петрушки» Николя Ребюсу                                                                                | - «Собор Парижской Богоматери» Риккардо Коччанте хореограф-постановщик Анна Новичкина |                        |

## Результаты

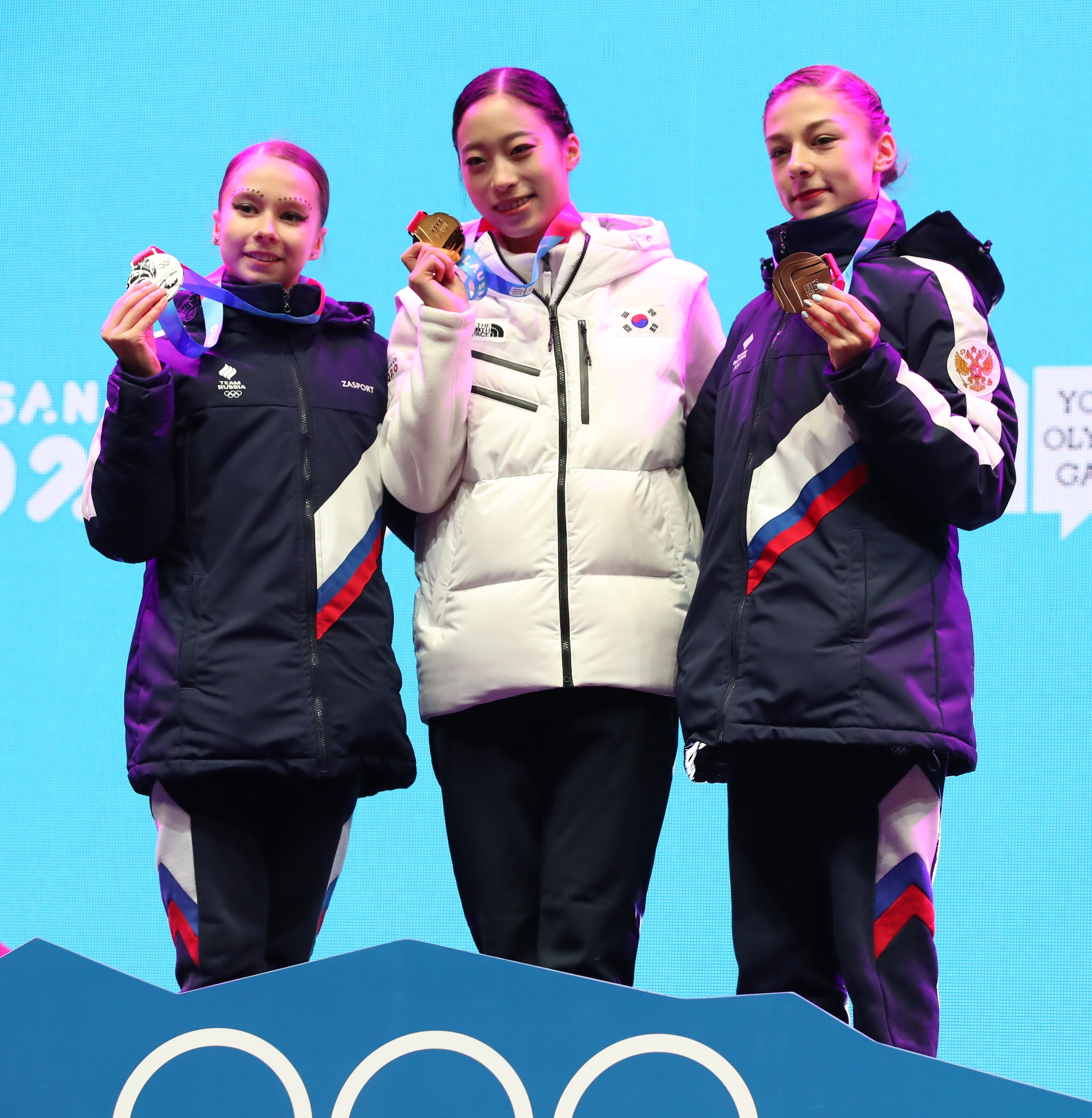
Подиум на зимних юношеских Олимпийских играх 2020 года в Лозанне: Ю Ён (Республика Корея), Ксения Синицына (Россия) и Анна Фролова (Россия)

| Соревнования                | 18/19                       | 19/20                       | 20/21                       | 21/22                       | 22/23                       | 23/24                       | 24/25                       |
| Международные среди юниоров | Международные среди юниоров | Международные среди юниоров | Международные среди юниоров | Международные среди юниоров | Международные среди юниоров | Международные среди юниоров | Международные среди юниоров |
| --------------------------- | --------------------------- | --------------------------- | --------------------------- | --------------------------- | --------------------------- | --------------------------- | --------------------------- |
| Олимпийские игры — девушки  |                             | 3                           |                             |                             |                             |                             |                             |
| Олимпийские игры — команда  |                             | 7                           |                             |                             |                             |                             |                             |
| Гран-при Хорватии           |                             | 3                           |                             |                             |                             |                             |                             |
| Гран-при Италии             |                             | 2                           |                             |                             |                             |                             |                             |
| Национальные                |                             |                             |                             |                             |                             |                             |                             |
| Чемпионат России            |                             | 6                           | 11                          |                             | 11                          | 4                           | 6                           |
| Первенство России           | 9                           | 8                           | 6                           |                             |                             |                             |                             |
| Финал Кубка России          |                             |                             |                             |                             | 10                          | 2                           | 3                           |
| Кубок России. I этап        |                             |                             | 2                           |                             |                             | 2                           | 1                           |
| Кубок России. II этап       |                             |                             | 4                           |                             |                             | 1                           |                             |
| Кубок России. III этап      |                             |                             |                             |                             |                             |                             | 1                           |
| Кубок России. IV этап       |                             | 2                           |                             |                             |                             |                             |                             |
| Кубок России. V этап        |                             | 4                           |                             |                             | 4                           |                             |                             |
| Кубок России. VI этап       |                             |                             |                             |                             | 6                           |                             |                             |